# Garnizon Poznań

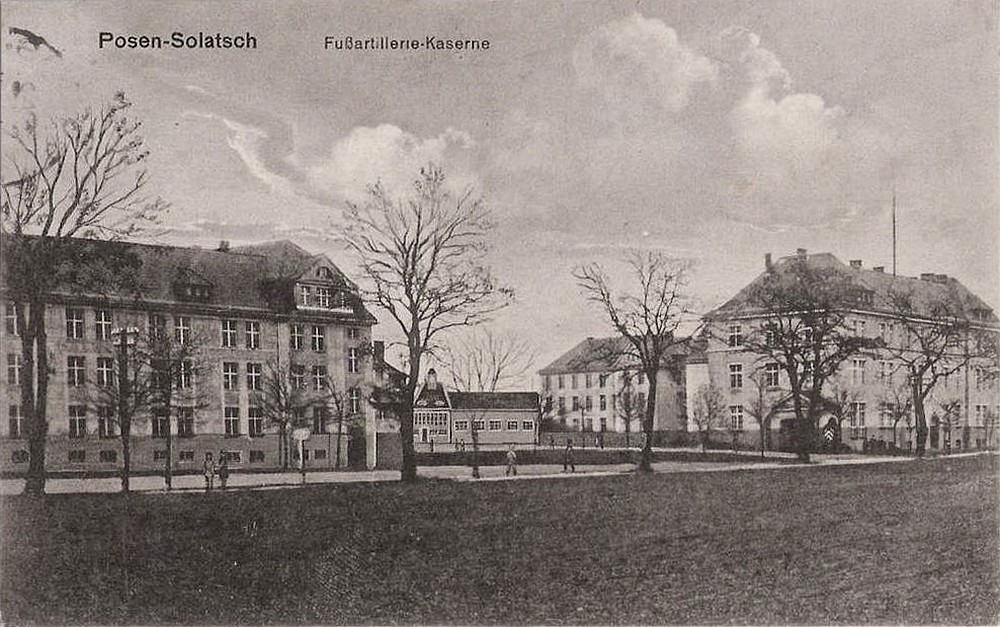
Budynki koszar niemieckiej artylerii pieszej na Sołaczu (1910)

Garnizon Poznań – garnizon wojskowy w Polsce zlokalizowany w Poznaniu; kompleksy koszarowe, obiekty wojskowe, place ćwiczeń i stacjonujące w nim jednostki wojskowe w różnym przedziale czasowym.
Rozporządzeniem Ministra Obrony Narodowej z 10 sierpnia 2022 w sprawie utworzenia, przekształcenia i zniesienia garnizonów oraz określenia zadań, siedzib i terytorialnego zasięgu właściwości ich dowódców, określono  terytorialny zasięg Garnizonu Poznań. Obejmuje on (2022) miasto Poznań oraz powiaty: międzychodzki, nowotomyski, obornicki, poznański, szamotulski, wągrowiecki.

## Koszary na Golęcinie/ Sołaczu
Do 1918  w kompleksie stacjonował niemiecki 5 pułk artylerii pieszej
W  okresie II Rzeczypospolitej stacjonowały tu następujące jednostki wojskowe:
- 7 pułk artylerii ciężkiej (1921–1939)
- 7 dywizjon artylerii konnej (1919–1939)
- 7 dywizjon artylerii przeciwlotniczej (1924–1939)

Stan koszar był dobrze oceniany przez inspekcje wojskowe. Podczas przeprowadzonej w 1938  kontroli stan infrastruktury został oceniony na bardzo dobrze. Także warunki mieszkalne w koszarach były dobre. Drewniane podłogi, piece i grube mury gwarantowały odpowiednie temperaturę w pomieszczeniach tak latem, jak i zimą. W oddzielnych budynkach znajdowały się mieszkania dla oficerów i podoficerów. Liniami podziału koszar pomiędzy poszczególnymi oddziałami były druciane siatki. 
Po 1945 w kompleksie koszarowym stacjonowały (stacjonują):
- Oficerska Szkoła Czołgów (1944-1945)
- Oficerska Szkoła Broni Pancernej (1945-1947)
- Oficerska Szkoła Broni Pancernej i Wojsk Samochodowych (1947-1948)
- Oficerska Szkoła Broni Pancernej (1948-1951)
- Oficerska Szkoła Wojsk Pancernych i Zmechanizowanych (1951-1957)
- Oficerska Szkoła Wojsk Pancernych (1957-1967)
- Wyższa Szkoła Oficerska Wojsk Pancernych (1967-1993)
- Centrum Szkolenia Wojsk Lądowych im. Hetmana Polnego Koronnego Stefana Czarnieckiego (1993-)